# Sella Bay
Sella Bay är en vik i Guam (USA).   Den ligger i kommunen Umatac, i den sydvästra delen av Guam, 20 km sydväst om huvudstaden Hagåtña.